# Mariana Bernárdez Zapata
Mariana Bernárdez Sapata (Cidade de México, 25 de dezembro de 1964) é uma poeta, filosofa e ensaista mexicana. Estudou licenciou-se em Comunicação Social e posteriormente cursou estudos de mestria e doutoramento em Filosofia e Letras Modernas na Universidade Iberoamericana onde actualmente dá aulas de filosofia. Tem sido autora de livros sobre o pensamento de María Zambrano e Ramón Xirau. Sua obra poética tem sido traduzida para o português, italiano, inglês e catalão e tem sido jurado do Certamen Internacional de Literatura Sor Juana Inês da Cruz e do Prémio Internacional de Poesia Gilberto Owen Estrada.